# Monuments culturels du district de Bačka méridionale
Cet article recense les monuments culturels du district de Bačka méridionale en Serbie.

## Liste
| ID      | Monument                                                                     | Adresse                                                                       | Municipalité               | Datation                         | Photo |
| ------- | ---------------------------------------------------------------------------- | ----------------------------------------------------------------------------- | -------------------------- | -------------------------------- | ----- |
| SK 1013 | Monastère de Bođani                                                          | 45° 23′ 46″ N, 19° 06′ 08″ E                                                  | Bač (Bođani)               | 1478                             |       |
| SK 1014 | Couvent franciscain de Bač                                                   | Dr Zorana Đinđića 10 45° 23′ 29″ N, 19° 13′ 57″ E                             | Bač                        | XIIe siècle                      |       |
| SK 1015 | Château de la famille Dunđerski à Čelarevo                                   | 45° 16′ 22″ N, 19° 31′ 09″ E                                                  | Bačka Palanka (Čelarevo)   |                                  |       |
| SK 1016 | Maison à Neštin                                                              |                                                                               | Bačka Palanka (Neštin)     | XVIIIe siècle                    |       |
| SK 1017 | Maison à Bački Petrovac                                                      |                                                                               | Bački Petrovac             |                                  |       |
| SK 1018 | Monastère de Beočin                                                          | 45° 10′ 37″ N, 19° 43′ 19″ E                                                  | Beočin                     | 1732-1799                        |       |
| SK 1019 | Monastère de Rakovac                                                         | 45° 11′ 04″ N, 19° 46′ 29″ E                                                  | Beočin (Rakovac)           | XVIe siècle                      |       |
| SK 1034 | Palais patriarcal de Sremski Karlovci                                        | 45° 12′ 12″ N, 19° 56′ 05″ E                                                  | Sremski Karlovci           | 1892-1895                        |       |
| SK 1039 | Écluse Šlajz                                                                 | 45° 36′ 02″ N, 20° 03′ 11″ E                                                  | Bečej                      | 1895-1899                        |       |
| SK 1053 | Cathédrale Saint-Nicolas de Sremski Karlovci                                 | 45° 12′ 11″ N, 19° 56′ 04″ E                                                  | Sremski Karlovci           | 1758-1762                        |       |
| SK 1087 | Église Saint-Paul de Bač                                                     | 45° 23′ 33″ N, 19° 13′ 43″ E                                                  | Bač                        |                                  |       |
| SK 1088 | Hammam à Bač                                                                 | 45° 23′ 33″ N, 19° 13′ 38″ E                                                  | Bač                        |                                  |       |
| SK 1089 | Iconostase de l'église Saint-Côme et Saint-Damien de Neštin                  | 45° 13′ 37″ N, 19° 26′ 51″ E                                                  | Bačka Palanka (Neštin)     |                                  |       |
| SK 1090 | Moulin à Neštin                                                              | 45° 13′ 44″ N, 19° 27′ 09″ E                                                  | Bačka Palanka (Neštin)     |                                  |       |
| SK 1092 | Deux châteaux à Kulpin                                                       | 45° 24′ 08″ N, 19° 35′ 16″ E                                                  | Bački Petrovac (Kulpin)    |                                  |       |
| SK 1093 | Iconostase de l'église Saint-Georges de Banoštor                             | 45° 12′ 46″ N, 19° 36′ 49″ E                                                  | Beočin (Banoštor)          | Première moitié du XIXe siècle   |       |
| SK 1094 | Iconostase et fresques de l'église de la Transfiguration de Beočin           | 45° 12′ 24″ N, 19° 43′ 13″ E                                                  | Beočin                     |                                  |       |
| SK 1095 | Iconostase et fresques de l'église Saint-Sava de Čerević                     | 45° 13′ 09″ N, 19° 39′ 44″ E                                                  | Beočin (Čerević)           | XVIIIe siècle                    |       |
| SK 1099 | Moulin à vent à Čurug                                                        | 45° 28′ 23″ N, 20° 02′ 54″ E                                                  | Žabalj (Čurug)             | 1843                             |       |
| SK 1116 | Église de l'Épiphanie de Srbobran                                            | 45° 32′ 45″ N, 19° 47′ 26″ E                                                  | Srbobran                   |                                  |       |
| SK 1117 | Église de la Présentation-de-la-Mère-de-Dieu-au-Temple de Vrbas              | 45° 34′ 01″ N, 19° 39′ 30″ E                                                  | Vrbas                      |                                  |       |
| SK 1127 | Église de la Nativité-de-Saint-Jean-Baptiste de Bačka Palanka                | Dositejeva 1 45° 14′ 57″ N, 19° 23′ 50″ E                                     | Bačka Palanka              |                                  |       |
| SK 1128 | Église évangélique slovaque et maison paroissiale à Bački Petrovac           | 45° 21′ 37″ N, 19° 35′ 33″ E                                                  | Bački Petrovac             | 1783                             |       |
| SK 1131 | Église Saint-Jean-Baptiste de Despotovo                                      | 45° 27′ 26″ N, 19° 31′ 43″ E                                                  | Bačka Palanka (Despotovo)  |                                  |       |
| SK 1134 | Église de la Dormition-de-la-Mère-de-Dieu de Pivnice                         | 45° 28′ 06″ N, 19° 27′ 27″ E                                                  | Bačka Palanka (Pivnice)    |                                  |       |
| SK 1148 | Maison rurale à Beočin                                                       | Stankovićeva 4 45° 12′ 04″ N, 19° 43′ 15″ E                                   | Beočin                     | Première moitié du XVIIIe siècle |       |
| SK 1151 | Trois bâtiments de la Frontière militaire à Titel                            | 45° 12′ 17″ N, 20° 17′ 53″ E                                                  | Titel                      |                                  |       |
| SK 1152 | Église réformée de Vrbas                                                     | 45° 34′ 16″ N, 19° 38′ 23″ E                                                  | Vrbas                      | 1822-1824                        |       |
| SK 1186 | Église de la Translation-des-Reliques-de-Saint-Nicolas de Bačko Petrovo Selo | 45° 42′ 12″ N, 20° 05′ 11″ E                                                  | Bečej (Bačko Petrovo Selo) |                                  |       |
| SK 1187 | Chapelle de Bogdan Dunđerski près de Bečej                                   | Dans le parc du château Fantast 45° 39′ 06″ N, 19° 54′ 13″ E                  | Bečej                      |                                  |       |
| SK 1188 | Église Saint-Georges de Bečej                                                | 45° 36′ 54″ N, 20° 02′ 59″ E                                                  | Bečej                      |                                  |       |
| SK 1192 | Chapelle Saint-Antoine-l'Ermite de Bač                                       |                                                                               | Bač                        | 1817                             |       |
| SK 1193 | Couvent des Saintes-Sœurs à Bač                                              |                                                                               | Bač                        |                                  |       |
| SK 1196 | Čardak à Sviloš                                                              | Fruškogorska 97 45° 10′ 32″ N, 19° 35′ 10″ E                                  | Beočin (Sviloš)            | 1916                             |       |
| SK 1197 | Église Saint-Gabriel de Susek                                                | 45° 13′ 28″ N, 19° 32′ 07″ E                                                  | Beočin (Susek)             | 1770                             |       |
| SK 1206 | Église Saint-Jean-Chrysostome de Silbaš                                      | 45° 23′ 39″ N, 19° 27′ 42″ E                                                  | Bačka Palanka (Silbaš)     |                                  |       |
| SK 1207 | Église de l'Ascension de Čurug                                               | 45° 28′ 24″ N, 20° 04′ 24″ E                                                  | Žabalj (Čurug)             | 1857-1862                        |       |
| SK 1209 | Église Saint-Élie de Lok                                                     | 45° 13′ 00″ N, 20° 12′ 31″ E                                                  | Titel (Lok)                | 1824                             |       |
| SK 1210 | Maison à Titel                                                               | Glavna 30 (32) 45° 12′ 18″ N, 20° 18′ 08″ E                                   | Titel                      | Début du XXe siècle              |       |
| SK 1211 | Église Saint-Stefan-Dečanski de Vilovo                                       |                                                                               | Titel (Vilovo)             | 1806                             |       |
| SK 1212 | Maison située 42 rue Maršala Tita à Vrbas                                    | Maršala Tita 42 45° 34′ 17″ N, 19° 38′ 27″ E                                  | Vrbas                      | Début du XXe siècle              |       |
| SK 1854 | Chapelle Vodica à Vrbas                                                      | 45° 33′ 41″ N, 19° 39′ 44″ E                                                  | Vrbas                      | 1793                             |       |
| SK 1855 | Château Kaštel à Temerin                                                     | 45° 24′ 23″ N, 19° 53′ 32″ E                                                  | Temerin                    | 1795                             |       |
| SK 1856 | Maison natale de Radivoj Ćirpanov                                            | 45° 28′ 24″ N, 20° 04′ 18″ E                                                  | Žabalj (Čurug)             |                                  |       |
| SK 1857 | Maison natale de Dimitrije Lazarov Raša                                      | 45° 12′ 37″ N, 19° 43′ 11″ E                                                  | Beočin (Čerević)           |                                  |       |
| SK 1858 | Quartier général des Partisans à Turija                                      | 45° 32′ 16″ N, 19° 51′ 23″ E                                                  | Srbobran (Turija)          |                                  |       |
| SK 1859 | Deux tombes dans le Čeratsko groblje                                         | Čeratsko groblje 45° 12′ 00″ N, 19° 55′ 41″ E                                 | Sremski Karlovci           |                                  |       |
| SK 1860 | Trois tombes dans le Groblje na Magarčevom bregu                             | Groblje na Magarčevom bregu 45° 11′ 50″ N, 19° 56′ 12″ E                      | Sremski Karlovci           |                                  |       |
| SK 1862 | Tombes dans le Staro groblje de Turija                                       | Staro groblje 45° 32′ 29″ N, 19° 50′ 59″ E                                    | Srbobran (Turija)          |                                  |       |
| SK 1863 | Maison natale de Šamu Mihalja                                                | 45° 42′ 08″ N, 20° 05′ 09″ E                                                  | Bečej (Bačko Petrovo Selo) |                                  |       |
| SK 1864 | Six tombes dans le Čeratsko groblje et dans le Groblje na Magarčevom bregu   | Čeratsko groblje i groblje na Magarčevom bregu 45° 11′ 50″ N, 19° 56′ 12″ E   | Sremski Karlovci           |                                  |       |
| SK 1865 | Quartier général des Partisans Veliki Lublin                                 | 45° 35′ 08″ N, 19° 55′ 15″ E                                                  | Bečej (Radičević)          |                                  |       |
| SK 1867 | Vieux cimetière de Đurđevo                                                   | 45° 19′ 55″ N, 20° 03′ 37″ E                                                  | Žabalj (Đurđevo)           |                                  |       |
| SK 1868 | Maison natale de Đorđe Zličić                                                | 45° 19′ 29″ N, 20° 03′ 54″ E                                                  | Žabalj (Đurđevo)           |                                  |       |
| SK 1869 | Maison natale de Stevan Divnini Baba                                         | 45° 22′ 26″ N, 20° 04′ 07″ E                                                  | Žabalj                     |                                  |       |
| SK 1870 | Ethno-parc Brvnara                                                           | 45° 12′ 05″ N, 20° 08′ 05″ E                                                  | Temerin (Bački Jarak)      |                                  |       |
| SK 1871 | Ferme d'Ilija-Ica Šokica                                                     | 45° 22′ 28″ N, 20° 04′ 15″ E                                                  | Žabalj                     |                                  |       |
| SK 1873 | Chapelle de la famille Nikolić à Sremski Karlovci                            | Čeratsko groblje 45° 12′ 00″ N, 19° 55′ 41″ E                                 | Sremski Karlovci           | 1903                             |       |
| SK 1874 | Église de la Translation-des-Reliques-de-Saint-Nicolas de Turija             | 45° 32′ 29″ N, 19° 51′ 40″ E                                                  | Srbobran (Turija)          | 1754                             |       |
| SK 1875 | Bâtiment de la Frontière militaire à Gardinovci                              | 45° 12′ 02″ N, 20° 08′ 03″ E                                                  | Titel (Gardinovci)         |                                  |       |
| SK 1876 | Église orthodoxe serbe de Gložan                                             | 45° 16′ 30″ N, 19° 34′ 14″ E                                                  | Bački Petrovac (Gložan)    |                                  |       |
| SK 1877 | Maison située 9 rue Branislava Mokića à Bački Petrovac                       | Branislava Mokića 9 45° 21′ 32″ N, 19° 35′ 23″ E                              | Bački Petrovac             |                                  |       |
| SK 1892 | Maison natale d'Isidora Sekulić                                              | Miletićeva 118 45° 18′ 02″ N, 20° 10′ 31″ E                                   | Titel (Mošorin)            |                                  |       |
| SK 1893 | Kudeljara à Bački Petrovac                                                   | Hviezdoslavova 16 45° 21′ 21″ N, 19° 35′ 36″ E                                | Bački Petrovac             |                                  |       |
| SK 1897 | Deux bâtiments de la Frontière militaire à Žabalj                            | Quartier ancien de Žabalj sur la rive de la Tisa 45° 23′ 05″ N, 20° 04′ 09″ E | Žabalj                     |                                  |       |
| SK 1898 | Maison rurale à Zmajevo                                                      | Lenjinova 68 45° 27′ 26″ N, 19° 41′ 23″ E                                     | Vrbas (Zmajevo)            |                                  |       |
| SK 1899 | Église Saint-Joseph de Čerević                                               | 45° 13′ 13″ N, 19° 39′ 44″ E                                                  | Beočin (Čerević)           | 1776                             |       |
| SK 1901 | Église Saint-Antoine-de-Padoue de Bečej                                      | 45° 36′ 57″ N, 20° 02′ 57″ E                                                  | Bečej                      |                                  |       |
| SK 1902 | Église Saint-Grégoire-de-Naziance de Tovariševo                              | 45° 21′ 19″ N, 19° 19′ 25″ E                                                  | Bačka Palanka (Tovariševo) |                                  |       |
| SK 1903 | Église Saint-Nicolas de Žabalj                                               | 45° 22′ 22″ N, 20° 03′ 53″ E                                                  | Žabalj                     | 1832-1835                        |       |
| SK 1905 | Maison natale des frères Than à Bečej                                        | Glavna 6 i 8 45° 37′ 13″ N, 20° 02′ 26″ E                                     | Bečej                      |                                  |       |
| SK 1906 | Bâtiment de la Frontière militaire à Nadalj                                  | 45° 30′ 33″ N, 19° 55′ 31″ E                                                  | Srbobran (Nadalj)          |                                  |       |
| SK 1907 | Maison natale de Mileva Marić-Einstein                                       | Glavna 107 45° 12′ 19″ N, 20° 17′ 38″ E                                       | Titel                      |                                  |       |
| SK 1908 | Bâtiment de l'Assemblée municipale de Srbobran                               | Trg Slobode 2 45° 32′ 41″ N, 19° 47′ 26″ E                                    | Srbobran                   |                                  |       |
| SK 1909 | Château Fantast                                                              | Près de Bečej 45° 39′ 09″ N, 19° 54′ 07″ E                                    | Bečej                      | 1919-1925                        |       |
| SK 2072 | Quatre tombes du XVIIIe siècle à Srbobran                                    | 45° 33′ 15″ N, 19° 47′ 35″ E                                                  | Srbobran                   |                                  |       |
| SK 2073 | Château Spitzer                                                              | 45° 12′ 14″ N, 19° 43′ 12″ E                                                  | Beočin                     | 1890-1892                        |       |
| SK 2074 | Église Saint-Étienne de Gospođinci                                           | 45° 24′ 19″ N, 19° 59′ 24″ E                                                  | Žabalj (Gospođinci)        |                                  |       |
| SK 2075 | Église de la Présentation-de-la-Mère-de-Dieu-au-Temple de Sviloš             | 45° 10′ 27″ N, 19° 35′ 08″ E                                                  | Beočin (Sviloš)            | Fin du XVIIe siècle              |       |
| SK 2076 | Église Saint-Michel-et-Saint-Gabriel de Grabovo                              | 45° 10′ 26″ N, 19° 36′ 49″ E                                                  | Beočin (Grabovo)           | 1748                             |       |